# Cantonul Arzano
Cantonul Arzano este un canton din arondismentul Quimper, departamentul Finistère, regiunea Bretania, Franța.

## Comune
- Arzano (reședință)
- Guilligomarc'h
- Locunolé
- Rédené